# Psilopogon chrysopogon
Psilopogon chrysopogon е вид птица от семейство Туканови (Ramphastidae).

## Разпространение
Видът е разпространен в Бруней, Индонезия, Малайзия, Мианмар и Тайланд.